# Run Baby Run
Run Baby Run is een nummer van de Amerikaanse zangeres Sheryl Crow uit 1993. Het is de eerste single van haar debuutalbum Tuesday Night Music Club.
Hoewel het album Tuesday Night Music Club lovend werd ontvangen, had "Run Baby Run" niet erg veel succes. In Crow's thuisland de Verenigde Staten werden bijvoorbeeld geen hitlijsten behaald. Alleen in het Verenigd Koninkrijk en Italië haalde het nummer de top 30. In Nederland haalde het de 4e positie in de Tipparade.